# Erlöserkirche (Schmiedefeld)

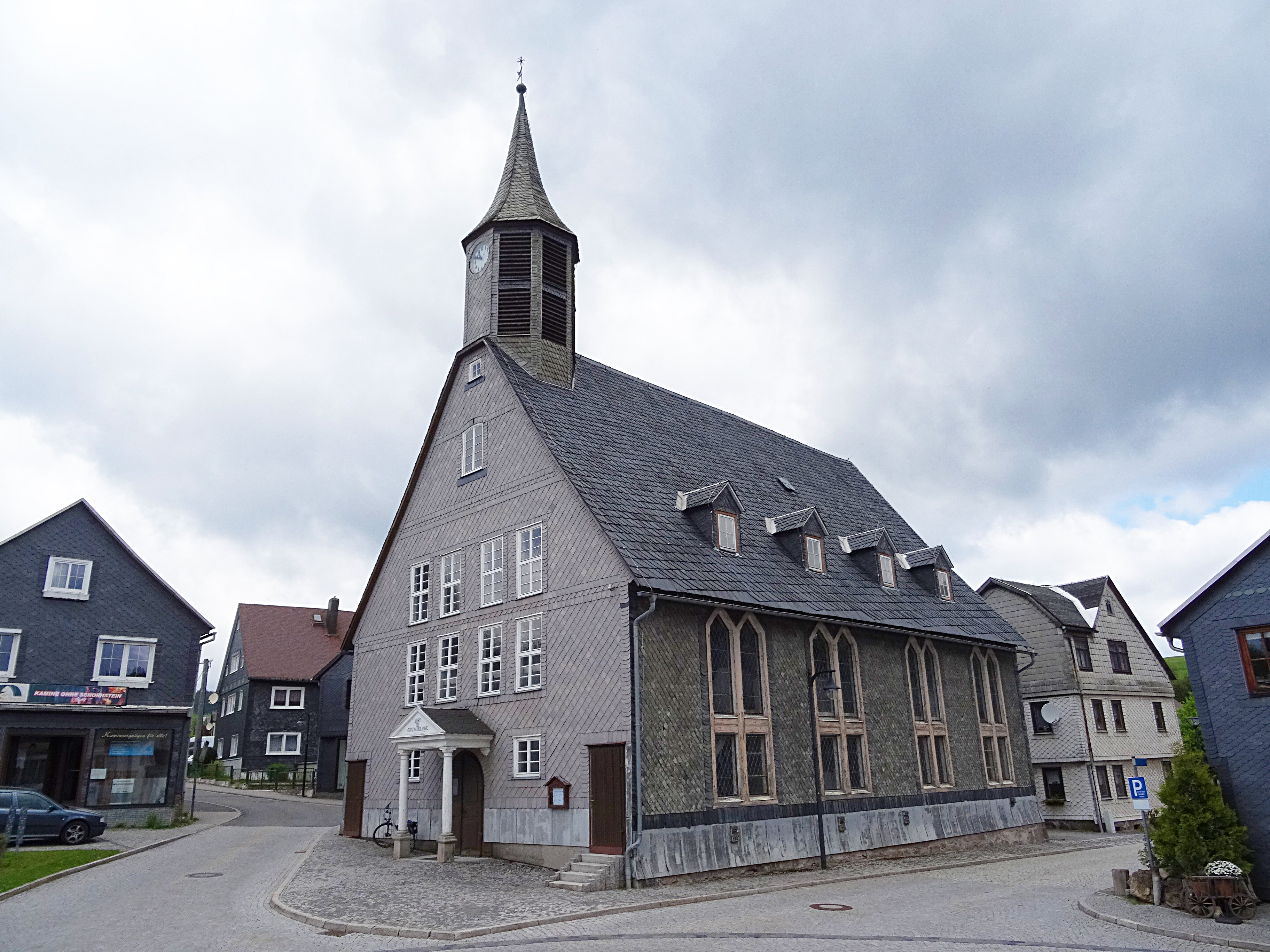
Die Erlöserkirche

Die evangelische Erlöserkirche (ⓘ) in Schmiedefeld am Rennsteig in der kreisfreien Stadt Suhl steht im Biosphärenreservat Vessertal in Thüringen. Die Kirchengemeinde gehört zum Kirchenkreis Arnstadt-Ilmenau in der Evangelischen Kirche in Mitteldeutschland.

## Geschichte
Der Vorgängerbau, eine kapellenartige  schlichte Holzkirche fiel 1692 einem Stadtbrand zu Opfer.

Innenraum-Panorama

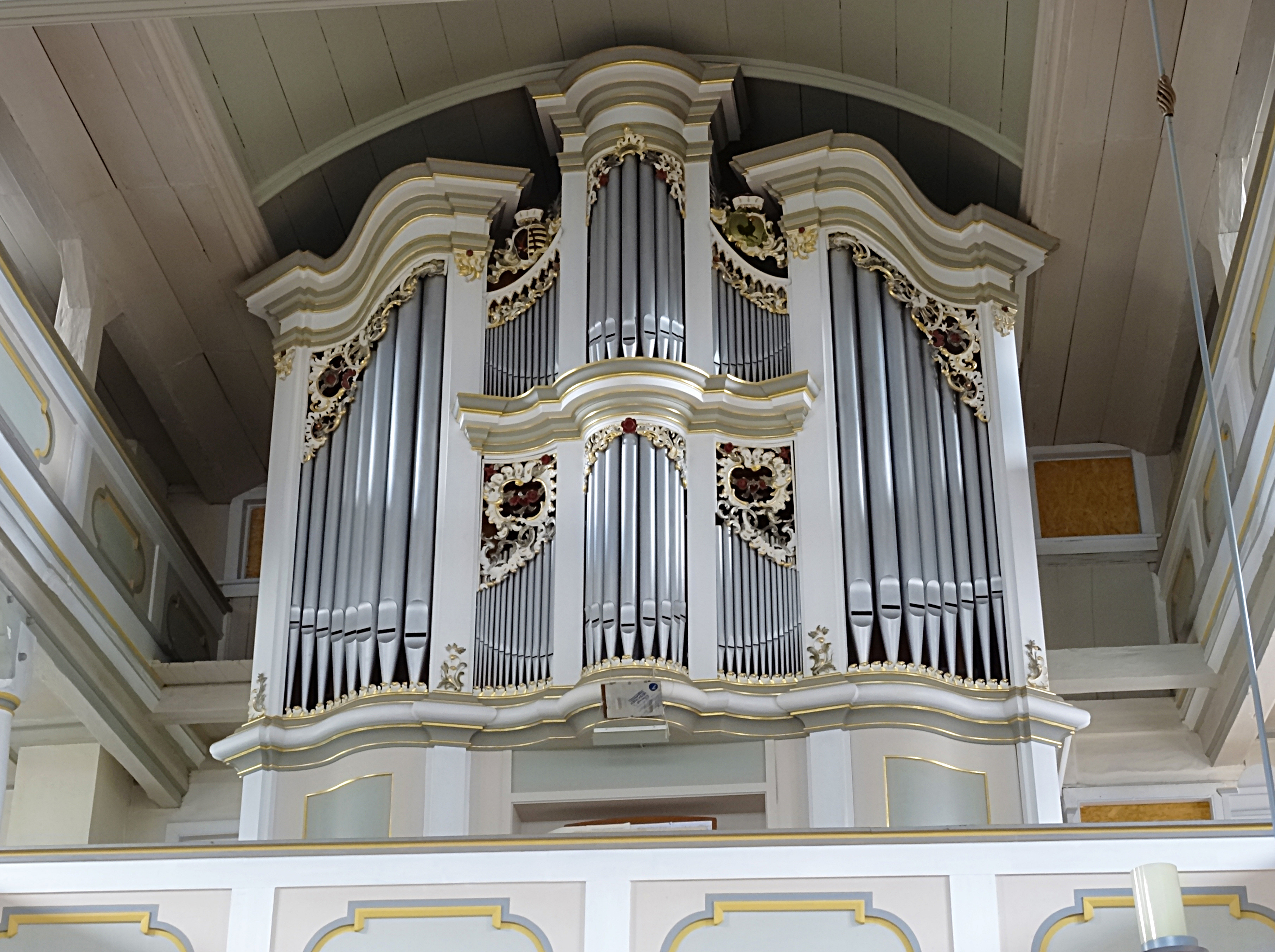
Die Wagner-Orgel (1770)

1706 wurde eine Fachwerkkirche fertiggestellt und eingeweiht. Die schlichte Kirche besitzt einen Dachreiter für die Glocke. 1770 ersetzten die heimischen Orgelbauer Michael und Johannes Wagner die verloren gegangene Orgel. Hinter dem erhaltenen Prospekt bauten Orgelbau A. Schuster & Sohn 1960 ein neues Werk mit 22 Registern auf zwei Manualen und Pedal. Die gesprungenen Glocken goss man um und hängte sie in den neuen Glockenstuhl eines Fachwerktürmchens.
1812 wurde die Kirche neu mit Brettern verschlagen und auf der Wetterseite wurde Schiefer angebracht. 1831 wurde sie im Zuge einer Gesamtrenovierung erweitert. 1862 ersetzte man die Schindeleindeckung durch eine völlige Beschieferung. 1931 erfolgte eine Rekonstruktion der Vorderseite des Gotteshauses, damit der Dachreiter die Glocken wieder tragen konnte.
1954 wurde unter der Orgelempore ein Gemeinderaum eingerichtet.
1956 wurden drei neue Stahlglocken aufgehängt. 1990 fand eine Innenrenovierung statt. Die Gemeinde spendete 1993 eine Funkuhr und Läuteanlage. In jüngster Zeit wurden die Bleiverglasungen der Fenster saniert.
Die Gemeinde gehörte lange Zeit zum Kirchenkreis Henneberger Land, der bis zum 1. Januar 2009 Teil der Evangelischen Kirche der Kirchenprovinz Sachsen war. Nach der Fusion zur Evangelischen Kirche in Mitteldeutschland wurde der Kirchenkreis am 1. Januar 2022 dem Bischofssprengel Erfurt zugeordnet. Zum 1. Januar 2024 wechselte die Gemeinde in den Kirchenkreis Arnstadt-Ilmenau.